# (12431) Webster
(12431) Webster (1995 YY10) – planetoida z grupy pasa głównego asteroid okrążająca Słońce w ciągu 4,09 lat w średniej odległości 2,55 j.a. Odkryta 18 grudnia 1995 roku.